# Баєвич Віктор Михайлович
Віктор Михайлович Баєвич (березень 1906, місто Грозний, тепер Чечня, Російська Федерація — ?) — радянський діяч нафтової промисловості, економіст-нафтовик. 

## Життєпис
Народився в родині службовця (завідувача перекачки нафтопродуктів), вихідця із України. До 1924 року навчався в середній школі міста Грозного. 
З 1924 року працював замірником на 3-му нафтоперегінному заводі міста Грозного, потім черговим оператором, рахівником товарної контори, завідувачем клубу імені Леніна Заводського району, старшим рахівником та економістом 1-го нафтоперегінного заводу тресту «Грознафта».
У 1936—1938 роках — економіст, начальник планового відділу парафінового заводу «Грознафтокомбінату». Без відриву від виробництва чотири роки (до 1939) навчався в нафтовому інституті міста Грозного.
У 1938—1939 роках — заступник начальника планового відділу об'єднання «Грознафтозаводи». 
У вересні 1939 — грудні 1940 року — студент інженерно-економічного факультету Московського нафтового інституту імені академіка Губкіна. 
У 1941—1942 роках — начальник планового відділу тресту «Грознафтозаводи».
З серпня 1942 року — начальник планового відділу Комсомольського нафтопереробного заводу № 87 Далекосхідного нафтокомбінату. Член ВКП(б).
З 1950-х років працював у нафтопереробній промисловості Української РСР, був на відповідальній роботі у відділі нафтової промисловості Держплану УРСР.
З жовтня 1965 року — 1-й заступник начальника Управління нафтопереробної і нафтохімічної промисловості при Раді міністрів Української РСР.
Подальша доля невідома. 

## Нагороди та відзнаки
- орден Трудового Червоного Прапора
- ордени
- медалі